# Saliva (banda)
Saliva es un grupo estadounidense de metal alternativo formada en 1996 en la ciudad de Memphis (Tennessee). El grupo usaba técnicas de hard rock, grunge y nu metal en sus álbumes más antiguos, mientras que ahora incorpora algunos versos de Rapcore.

## Historia
El grupo fue fundado en Memphis (Tennessee) en septiembre de 1997. Después de que el grupo participase en la competición en la Academia Nacional de Artes de Grabación y Ciencias Grammy (Academy of Recording Arts & Sciences Grammy) donde ellos llegaron a la final en Nueva York, el grupo sacó a la venta por sí mismo su álbum de estreno, titulado Saliva, que vendió más de 10 000 copias en su región, lo que hizo que la agencia Island Records se fijase en ellos. Su estreno con la compañía fue Every Six Seconds, grabado en 2001. A continuación, en 2002, salió Back into Your System, que incluía algunos de sus grandes éxitos, como "Always" o "Rest in Pieces".
El 29 de mayo de 2005, el guitarrista Chris D'Abaldo anunció que abandonaba la banda porque "por motivos obvios, el grupo no está unido". Poco tiempo después se retractó de lo que dijo y pidió perdón, declarando en la web del grupo que "estamos impacientes sobre un nuevo trabajo que estamos preparando para este año". Sin embargo, la página web pidió perdón a D'Abaldo por el caos generado por las "diferencias creativas". Aun así, D'Abaldo no se volvió a incorporar al grupo.
Poco después de la salida de D'Abaldo, Jonathan Montoya lo sustituyó en la alineación. D'Abaldo siguió adelante con el grupo "Smolder".
Saliva sacó a la luz su disco Blood Stained Love Story el 23 de enero de 2007. El sencillo Ladies & Gentleman consiguió la posición #2 (según Billboard.com en la US Mainstream Rock Charts. También ha sido incluido como música de fondo para la publicidad de un anuncio de Sony para la PlayStation 3, y también pudo ser escuchado en su perfil (el de Sony) en MySpace. Además, esta canción ha sido usada como el tema principal del pay-per-view WWE Wrestlemania 23. El tema secundario de este evento fue "The Memory Will Never Die" del grupo "Default".
En una entrevista con la Radio Rockline el grupo anunció que habían escrito nuevo material en el estudio con Bob Marlette y así poder en un futuro próximo comenzar su quinto álbum que debe ser llamado "Monster". El álbum saldría a la luz en verano de 2008.
En una nueva entrevista con la WWE el 27 de febrero, Scott dijo: "Vamos a ir al estudio alrededor de mayo para grabar nuestro siguiente disco, Monster. Si les gustaron las canciones "Ladies and Gentlemen" y "Click Click Boom", les va a encantar". Sin embargo, con el anuncio de la gira con Sevendust, y la gira con la U.S. military a Corea del Sur y Japón, la banda no irá a los estudios de grabación hasta pasado julio.
Uno de los que forman este grupo tan conocido tuvo relaciones oscuras con Melina, una de las divas de la WWE.
El tema de Saliva Ladies & Gentleman sale como canción en la banda sonora del videojuego para PC WWE RAW Ultimate Impact. En enero de 2009 sacaron un disco llamado Cinco Diablo. Hunt You Down fue el tema principal del evento PPV de la WWE No Way Out.
El cantante Josey Scott es considerado por la revista Rolling Stone en el puesto #66 de los mejores vocalistas en la historia. Además, la WWE utilizó la canción "Time to Shine" del disco Moving Forward: in Reverse Greatest Hits para el evento Extreme Rules del 2010. De 2006 a 2010 el luchador de la WWE Dave Batista usó el tema "I Walk Alone" como música de entrada.
El 22 de marzo de 2023, el guitarrista y miembro fundador Wayne Swinny murió de una hemorragia cerebral a la edad de 59 años.

## Miembros

### Miembros actuales
- Paul Crosby: batería, percusión (2000-2018, 2019-)
- Bobby Amaru: voz (2011-)
- Brad Stewart: bajo, coros (2015-2018, 2019-)

### Miembros anteriores
- Todd Poole: batería, percusión, coros (1996-2000)
- Chris D'Abaldo: guitarra rítmica, coros (1996-2005)
- Jonathan Montoya: guitarra rítmica, coros (2007-2010, 2015)
- Josey Scott: voz (1996-2011)
- Dave Novotny: bajo, coros (1996-2015)
- Wayne Swinny: guitarra, coros (1996-2023, fallecido en 2023)

### Miembros de gira
- Chris Hahn: guitarra rítmica (2005-2006)
- Jake Stutevoss: guitarra rítmica (2006-2007)
- Zach Myers: bajo (2004-2005)
- Eric Bice: batería, percusión (2009, 2012)
- Damien Starkey: bajo, coros (2018-2019)
- Tosha Jones: batería, percusión (2018-2019)

## Discografía

### Álbumes de estudio
- Saliva (1997)
- Every Six Seconds (2001)
- Back Into Your System (2002)
- Survival of the Sickest (2004)
- Blood Stained Love Story (2007)
- Cinco Diablo (2008)
- Under Your Skin (2011)
- In It to Win It (2013)
- Rise Up (2014)
- Love, Lies & Therapy (2016)
- 10 Lives (2018)
- Revelation (2023)

### Sencillos
| Año                      | Título                           | Posiciones        | Posiciones        | Posiciones        | Posiciones        | Certificaciones   |                   |                   |                   |                   |                   |                   |
| Año                      | Título                           | Hot 100           | Main. Rock        | Alt. Songs        | R.U.              | Certificaciones   |                   |                   |                   |                   |                   |                   |
| Every Six Seconds        | Every Six Seconds                | Every Six Seconds | Every Six Seconds | Every Six Seconds | Every Six Seconds | Every Six Seconds | Every Six Seconds | Every Six Seconds | Every Six Seconds | Every Six Seconds | Every Six Seconds | Every Six Seconds |
| ------------------------ | -------------------------------- | ----------------- | ----------------- | ----------------- | ----------------- | ----------------- | ----------------- | ----------------- | ----------------- | ----------------- | ----------------- | ----------------- |
| 2001                     | "Your Disease"                   | 116               | 3                 | 7                 | —                 |                   |                   |                   |                   |                   |                   |                   |
| 2001                     | "Click Click Boom"               | —                 | 15                | 25                | —                 |                   |                   |                   |                   |                   |                   |                   |
| 2001                     | "After Me"                       | —                 | 31                | —                 | —                 |                   |                   |                   |                   |                   |                   |                   |
| Back into Your System    |                                  |                   |                   |                   |                   |                   |                   |                   |                   |                   |                   |                   |
| 2002                     | "Always"                         | 51                | 2                 | 1                 | 47                |                   |                   |                   |                   |                   |                   |                   |
| 2003                     | "Rest in Pieces"                 | 93                | 11                | 20                | —                 |                   |                   |                   |                   |                   |                   |                   |
| 2003                     | "Raise Up"                       | —                 | 29                | —                 | —                 |                   |                   |                   |                   |                   |                   |                   |
| Survival of the Sickest  |                                  |                   |                   |                   |                   |                   |                   |                   |                   |                   |                   |                   |
| 2004                     | "Survival of the Sickest"        | —                 | 6                 | 22                | —                 |                   |                   |                   |                   |                   |                   |                   |
| 2004                     | "Razor's Edge" (con Brad Arnold) | —                 | 17                | —                 | —                 |                   |                   |                   |                   |                   |                   |                   |
| Blood Stained Love Story |                                  |                   |                   |                   |                   |                   |                   |                   |                   |                   |                   |                   |
| 2006                     | "Ladies and Gentlemen"           | 101               | 2                 | 25                | 199               | - EUA: Oro        |                   |                   |                   |                   |                   |                   |
| 2007                     | "Broken Sunday"                  | —                 | 8                 | —                 | —                 |                   |                   |                   |                   |                   |                   |                   |
| 2007                     | "King of the Stereo"             | —                 | 24                | —                 | —                 |                   |                   |                   |                   |                   |                   |                   |
| Cinco Diablo             |                                  |                   |                   |                   |                   |                   |                   |                   |                   |                   |                   |                   |
| 2008                     | "Family Reunion"                 | —                 | 14                | —                 | —                 |                   |                   |                   |                   |                   |                   |                   |
| 2009                     | "How Could You?"                 | —                 | 21                | —                 | —                 |                   |                   |                   |                   |                   |                   |                   |
| 2009                     | "Southern Girls"                 | —                 | —                 | —                 | —                 |                   |                   |                   |                   |                   |                   |                   |
| Under Your Skin          |                                  |                   |                   |                   |                   |                   |                   |                   |                   |                   |                   |                   |
| 2011                     | "Nothing"                        | —                 | —                 | —                 | —                 |                   |                   |                   |                   |                   |                   |                   |
| 2011                     | "Badass"                         | —                 | 26                | —                 | —                 |                   |                   |                   |                   |                   |                   |                   |
| Sencillo sin álbum       |                                  |                   |                   |                   |                   |                   |                   |                   |                   |                   |                   |                   |
| 2012                     | "All Around the World"           | —                 | —                 | —                 | —                 |                   |                   |                   |                   |                   |                   |                   |
| In It to Win It          |                                  |                   |                   |                   |                   |                   |                   |                   |                   |                   |                   |                   |
| 2013                     | "In It to Win It"                | —                 | —                 | —                 | —                 |                   |                   |                   |                   |                   |                   |                   |
| 2013                     | "Redneck Freakshow"              | —                 | 40                | —                 | —                 |                   |                   |                   |                   |                   |                   |                   |
| Rise Up                  |                                  |                   |                   |                   |                   |                   |                   |                   |                   |                   |                   |                   |
| 2014                     | "Rise Up"                        | —                 | —                 | —                 | —                 |                   |                   |                   |                   |                   |                   |                   |
| Love, Lies & Therapy     |                                  |                   |                   |                   |                   |                   |                   |                   |                   |                   |                   |                   |
| 2016                     | "Tragic Kind of Love"            | —                 | —                 | —                 | —                 |                   |                   |                   |                   |                   |                   |                   |
| 2016                     | "Rx"                             | —                 | —                 | —                 | —                 |                   |                   |                   |                   |                   |                   |                   |
| 10 Lives                 |                                  |                   |                   |                   |                   |                   |                   |                   |                   |                   |                   |                   |
| 2018                     | "Some Thing About Love"          | —                 | —                 | —                 | —                 |                   |                   |                   |                   |                   |                   |                   |